# Náboženství

Různé náboženské symboly

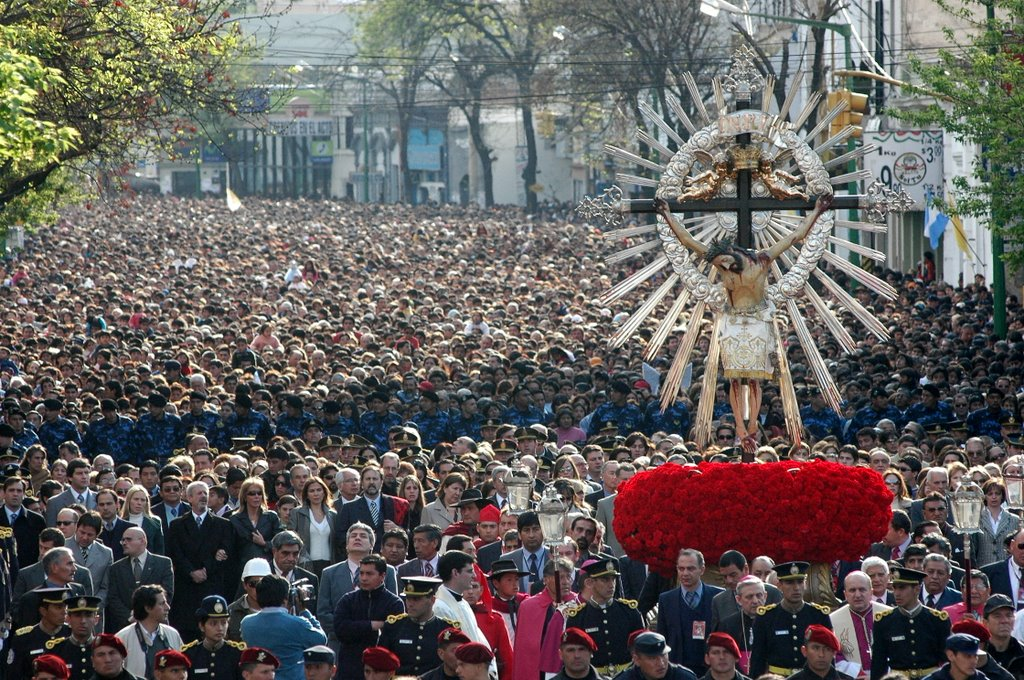
Katolické procesí ve Argentině

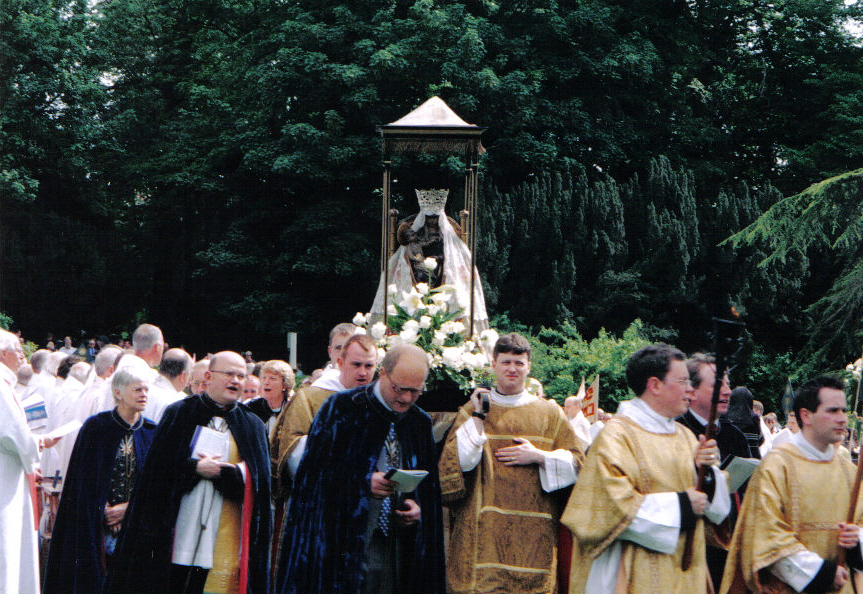
Anglikánské procesí ve Walsinghamu

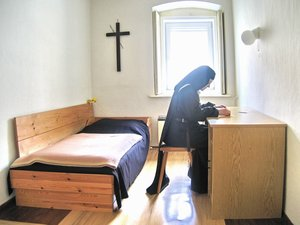
Karmelitánská jeptiška v náboženské koncentraci

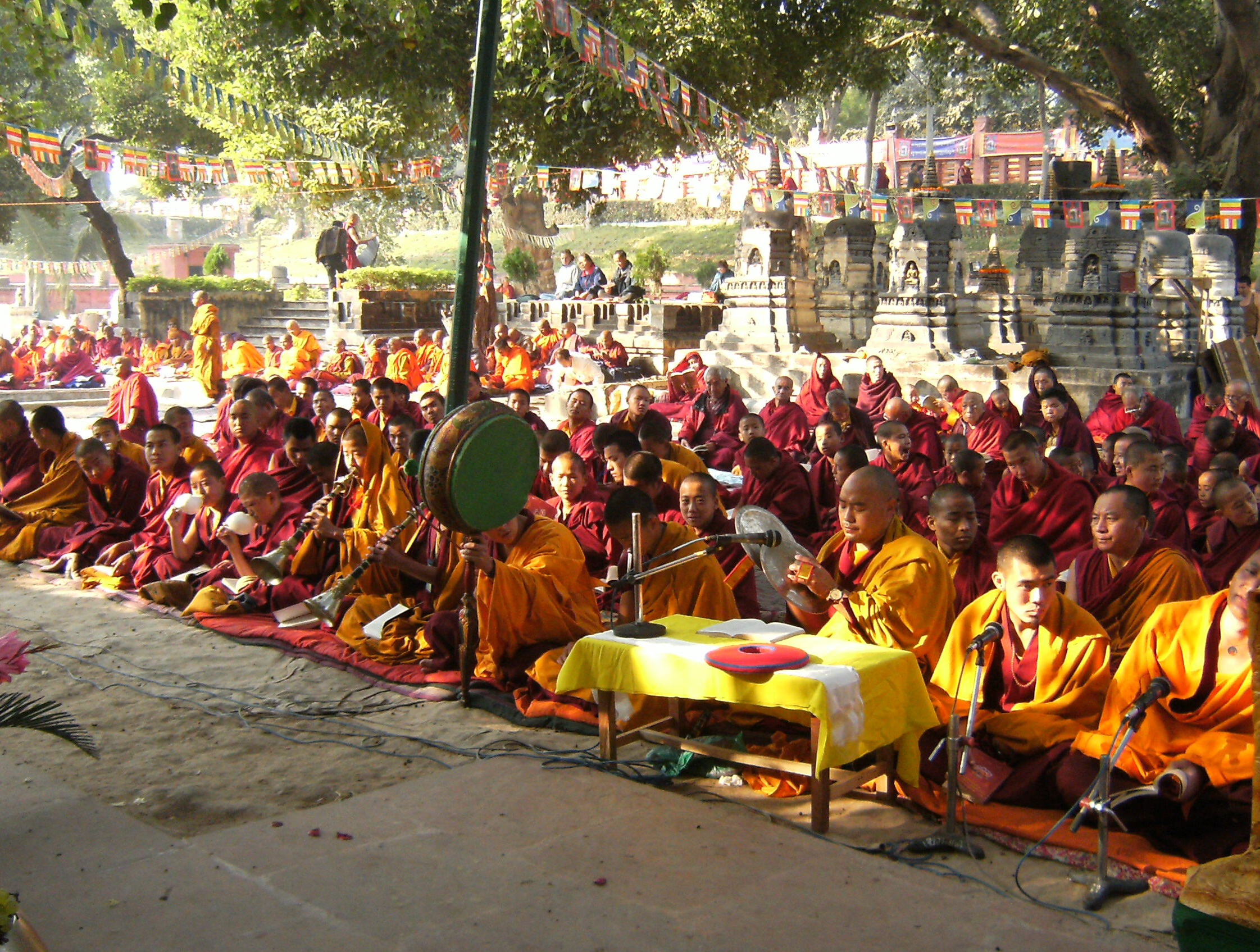
Mniši tibetského buddhismu v Bódhgaja Indie

Náboženství, religie je moderní souhrnný pojem pro velmi rozmanité soustavy jednání, symbolů a představ, jimiž různá společenství a církve vyjadřují reálný, životní, osobní vztah k transcendentní (smyslové vnímání přesahující) zkušenosti či transcendentním představám.
Každé náboženství má společné rituály nebo bohoslužby, určité představy o světě a místě člověka v něm. U většiny z nich se vyžaduje i určitá morálka. Velké množství náboženství se chápe jako vztah k osobnímu Bohu nebo božstvům, na nichž člověk závisí a k nimž se obrací s díkem a s prosbou o ochranu. Výkon bohoslužebných obřadů je často vázán na určitá posvátná místa (obětiště, chrámy) a časy (svátky), svěřen zvláště vybraným nebo pověřeným osobám, kněžím, a některá náboženství se společensky organizují jako církve.
Často se náboženství ztotožňuje s náboženskou vírou, která může být reflektována náboženskou naukou, jejíž přesnější vypracování zevnitř je úkolem teologie.
Srovnávacími studiemi jednotlivých náboženství i celých náboženských systémů, obecnou teorií všech náboženství i samotným pojmem náboženství se zabývá religionistika.
Náboženství je ovšem už od starověku také předmětem kritiky, například Sókratovy, Epikúrovy, skepticismu, racionalismu a ateismu.

## Pojem náboženství
Moderní evropský pojem náboženství (lat. religio) nemá ekvivalent v řečtině, v hebrejštině ani v dalších jazycích a při překladech se musí nahrazovat pojmy pro zbožnost, kult, povinnost, zákon nebo učení. České slovo náboženství původně znamenalo kult či bohoslužbu, podobně jako dosud v polštině. Latinská religio také původně znamenala svědomité dodržování kultu a pravidel, včetně věšteckých znamení. Teprve v císařském období, kdy se v Římské říši setkávaly velmi různé kulty a bylo třeba společné označení, začal se význam slova rozšiřovat na různá náboženství a pro Lucretia už dokonce znamenalo téměř totéž co pověra v pojetí blízkém ateizmu.
V tomto významu jej v novověku převzala většina evropských jazyků (vedle domácích slov pro zbožnost, kult atd.), protože zejména osvícenská kritika náboženství neviděla mezi náboženstvími podstatné rozdíly. Teprve důkladnější poznání a studium zejména mimoevropských „náboženství“ resp. soustav víry ukázalo, že se jedná spíše o eurocentrický omyl. Současná antropologie i etnologie naopak vyžaduje, aby se kulturní a společenské jevy popisovaly z hlediska a v pojmech „domorodců“, lidí, kteří v dané společnosti žijí (tzv. emický přístup). Také někteří protestantští teologové (Karl Barth a jeho škola) toto označení odmítají, zdůrazňují, v čem se křesťanství od jiných náboženství liší a tvrdí, že je naopak kritikou všech náboženství.
Naproti tomu řada sociologů si všimla společenské funkce náboženství a z tohoto hlediska v nich vidí mnoho společného. Émile Durkheim pokládal náboženství za výraz kolektivní identity skupiny, která si teprve v posvátném uvědomuje sebe samu. Psychologové objevili obdobnou roli náboženství při integraci lidské osoby, pro vznik vztahů důvěry, jako oporu společné morálky a podobně. Jiní autoři – například Rudolf Otto – naproti tomu hledají společné prvky nebo vrstvy různých náboženství: pro R. Otta je to posvátná bázeň, pro M. Foessela „výraz toho, zač dlužíme bytosti-základu“ a pro J. Sokola „lidská odpověď na fakt života a existence, který se v náboženství chápe jako dar.“

### Typologie náboženství
Různá náboženství v širokém slova smyslu provázela všechna známá lidská společenství, a to už od velmi dávných dob: za první nepochybné známky člověka se často pokládají symbolické, kulturní projevy, například pohřby nebo malby, které ovšem nemusí být kultem náboženským, mít nutně náboženský, kultovní charakter. Nejstarší známé pohřby jsou patrně staré až 300 tisíc let, symbolické malby desetitisíce let. Během posledních dvou století shromáždili archeologové, etnologové a religionisté nesmírné množství materiálu z celého světa, jež ukazuje obrovskou rozmanitost náboženských projevů.
Pokusy uspořádat tuto rozmanitost do lineární řady, jak se o to snažili evolucionisté 19. století, se nezdařily, přesto se lze pokusit o (samozřejmě jen hrubé a přibližné) třídění, typologii náboženství podle různých hledisek. U významných náboženství lze vysledovat historickou linii obsahující částečné souvislosti. Z Egypta (atonismus) vyšla abrahámovská náboženství a jejich neortodoxní směry a sekty. Mezopotámie přes Anatolii (Chetité) pak ovlivnila náboženství Řecka a to etruskou a římskou mytologii. Hinduismus ovlivnil prostředí Indie, kde pak vznikly směry jako je buddhismus či džinismus. Konfucianismus ale nemusí být považován za náboženství a prolínání kultu s kulturou nelze jednoduše oddělit. Náboženská víra obecně totiž není ani tak vrozená, ale je spíše kulturním fenoménem.

#### Předstupně náboženství
Náboženství vyrůstá z obecné sociální pospolitosti a jejího vzájemného prožívání jednotlivci.
- kultura, také pojímaná jako tzv. přírodní nebo kmenové náboženství je ve skutečnosti nezpochybnitelný, nerozlišený celek zvyklostí a tradic daného společenství, který tvoří jeho identitu a odlišuje je od ostatních – jeho kultura. Charakterizuje zejména společnosti sběračsko-lovecké a předává se socializací.

V složitějších společnostech se z tohoto celku vydělují jednotlivé složky kultury: hudba a tanec, umění, divadlo, obyčeje, právo, vyprávění, případně v písemné formě jako literatura a další součásti. Kmenový, společenský zdroj náboženství je kolektivní a ucelený, člověk se do něj rodí, děje se ve společných slavnostech a nemá žádné výslovné učení. Složitější společnosti pak vedou ke vzniku větších bohů.
- rodové kulty – výchozí, základní, elementární základ a formu náboženství představuje náboženství rodové, kult předků, typické pro zemědělské společnosti, které má společnou strukturu, ale v každém rodě se uctívají jiní společní předkové.[4] Souběžně se zvětšováním společenství (kmenů a národů) se pozdvihují společní uctívaní předkové a ustavují se jako zvláštní pojem bůh, duch apod. Jejich vliv je nemateriálního charakteru s materiálními projevy – zázraky.

#### Historická náboženství
Naproti tomu náboženství rozvinutější, historická, se odvozují od vystoupení určité zakladatelské osobnosti a jejího zjeveného učení a příkladu a jeho historické zachování, zejména v písemných dokumentech. Příkladem může být židovství s Abrahámem a Mojžíšem, mithraismus se Zarathuštrou, křesťanství s Ježíšem Nazaretským nebo islám s Mohamedem. I když obvykle začínají jako náboženství omezené skupiny, vytvářejí si posvátné texty, později psané a komentované. Díky tomu lze často sledovat i určitý vnitřní vývoj, který může vést jednak k monoteismu a k posunu důrazu od vnějšího náboženského jednání (kultu) k učení a mravním požadavkům a jednak k jeho rozšíření, univerzalizaci. Postupně se přitom obracejí k jednotlivému člověku a mohou se šířit i přes hranice původní skupiny, např. etnika, nabývat univerzální povahu. Často provázejí i širší společenskou a politickou integraci a více či méně se spojují s politickou mocí. Zavazuje člověka k určitému jednání vůči druhým a vůči společnosti, kterou v průběhu času hluboce proměnilo. Přes střídavě více a méně kritický postoj ke „světské“ moci se politickému zneužití často neubránilo.
„... že všechna politika na mravnosti se zakládá a mravnost na vyšším stupni vývoje je podstatnou částí náboženství, politika nutně měla vždy náboženský ráz ...“ (T. G. Masaryk, Ideály humanitní, str. 197)

#### Polyteismus a monoteismus
Rozlišení spočívá v tom, zda dané náboženství uctívá jednoho nebo více bohů. V případě věrouky bez bohů se mluví o víře ateistické.
Nesnáz je v tom, že mnohé kmenové společnosti o žádných bozích nemluví, nýbrž uctívají „přírodní síly“ na posvátných místech a při zvláštních příležitostech (nový Měsíc, zatmění a podobně). Na dotazy etnologů domorodci často neurčitě zmiňují nějakého původce světa, což vedlo W. Schmidta k domněnce o „původním monoteismu“. Bůh i božstvo jsou totiž pojmy naší kultury, které se nedají snadno přeložit do jiných jazyků a kultur. To ovšem může být projevem jak nerozvinuté terminologie, tak zároveň nepochopení či uzavřenosti samotných překladatelů, omezených monopolizací slova „bůh“ pro jedinou bytost resp. bytosti. Vzhledem k tomu je vhodnější místo pojmu „náboženství“ přesnější pojem víra.
Většina vyspělých kultur starověku uctívala a uctívá různě členitou hierarchii božstev s jedním nejvyšším a ani v řecké a římské mytologii nejsou postavy bohů tak zřetelně odlišené, jak si naši předkové představovali. Mytologie jsou velmi proměnné a svědčí spíše o pojmenování nějakých sil (blesku, plodnosti, úrody) nebo oblastí (rodiny, obchodu, řemesel) než o vyhraněných „osobnostech“ bohů se stálými jmény. V buddhismu se bohové objevují jen jako kategorie bytostí vedle lidí, zvířat a dalších typů. V židovství nesmí být Bůh (Jahve) nijak zobrazován..

#### Místní a univerzální náboženství
Jiné rozlišení se zakládá na tom, zda se určitá forma náboženství vyskytuje pouze na určitém místě, v určité oblasti, anebo zda je na místě nezávislá a univerzální. Místní „náboženství“ v pravém slova smyslu jsou vlastně kulty, provozované na určitém posvátném místě, které lidem nebrání, aby se na jiném místě – v rámci téže kultury – účastnili jiných. Takové kulty jsou zpravidla kolektivní a mohou se konat jen v určitém čase – podobně jako křesťanské pouti. Takové cesty věřících na poutní místa určitého náboženství vyžadují od poutníků též sebezapření, sebetrýznění, askezi, či jiného utrpení. Univerzální náboženství se naproti tomu obvykle obracejí k individuu (i když také zdůrazňují společenský výkon obřadů a společenskou povahu etiky) a kladou důraz i na morálku a učení. Nauka (dogmatika) je ostatně způsob, jak se náboženství může vymezit od svého okolí a přitom se neopírat o etnický původ.
Jistý návrat k uzavřenému a výučnému náboženství představují aspoň na první pohled tzv. sekty, jenže z historie víme, že podobně začínala i pozdější univerzální náboženství a naopak úspěšné sekty se snaží o větší otevření a oslovení široké veřejnosti, podobně jako tzv. nová náboženská hnutí, většinou odvozená z křesťanství. Rozlišení mezi uzavřeným a otevřeným náboženstvím, které se v důsledku promítne i do povahy společnosti, zavedl Henri Bergson.

#### Vnější a vnitřní náboženství
Jiná důležitá proměna se podle Karla Jasperse odehrála v tzv. „osové době“ kolem poloviny prvního tisíciletí př. n. l. V několika různých vyspělých kulturách tehdy došlo k „objevu“ individua, osobní svobody, svědomí a odpovědnosti. V oblasti náboženství tomu odpovídá zvnitřnění, posun důrazu od společných slavností a svátků k individuální upřímné zbožnosti a morálce. V židovství se v té souvislosti také poprvé objevuje pojem náboženské víry jako očekávání budoucnosti a naděje na záchranu (spásu).
Se zvnitřněním, individualizací a univerzalizací náboženství souvisí patrně také „objev“ monoteismu a radikální transcendence jediného Boha stvořitele. Zatímco pro starší náboženství byli bohové sice mocnou, ale přece jen součástí světa a často sami podléhali silám osudu, izraelský Hospodin je jeho jediným původcem a vládcem a sám je zcela mimo svět a jeho zákonitosti. Člověk se k němu tudíž nemůže přímo dostat, je odkázán na jeho zjevení a nanejvýš může pozorovat stopy jeho působení.

## Definice náboženství
Není známa definice náboženství, na níž by se širší vědecká komunita shodla. Náboženství v moderním smyslu je totiž velmi abstraktní pojem, k němuž se dospěje až na základě srovnávání.
Na náboženství je možné nahlížet z různých, i protikladných úhlů pohledu. Odborná literatura poskytuje mnoho různých definic. Skoro lze říci: kolik badatelů, tolik definicí. České slovo náboženství, úzce spojené s pojmem Boha, má také posunutý význam oproti pojmům v jiných jazycích, odvozeným často ze slova religio, které má zřejmě původ ve slovese relegere (= znovu pročítat, promýšlet) a je příbuzné se slovy označujícími ohleduplnost, svědomitost i posvátnost.
Pojem náboženství neznamená jen věrouku (nauku, učení), ale zahrnuje také složku sociální, společenství příslušníků, např. hinduistů, buddhistů, katolíků. Bez něj by sama nauka ani neměla význam. To se odráží i jazyce: „přistoupit (přestoupit) na víru“ – přihlásit se ke společenství jiného učení, případně přímo se zapsat do konkrétní církve, aniž by se nutně zásadně změnilo vlastní myšlení.

### Příklady definic náboženství
Následující příklady jsou pouze ukázkou pestrosti a různorodosti definic náboženství.
Émile Durkheim: Náboženství je jednotný systém víry a praktik vztahujících se k posvátným věcem, to jest k věcem odtažitým a zakázaným; systém víry a praktik, které sjednocují všechny své přívržence v jediném morálním společenství nazývaném církev.
Gottlieb Fichte: Náboženství je poznání; objasňuje člověka sobě samému, odpovídá na nejvyšší otázky, které vůbec mohou být vzneseny, a přináší tak člověku dokonalou jednotu se sebou samým a skutečné posvěcené mysli.
Sigmund Freud: Náboženství je kolektivní neuróza, respektive funkce individuální psychiky, jež produkuje bohy, kteří mají za úkol těšit a uspokojovat dětinské touhy dospělého.
Clifford Geertz: Náboženství je
1. systém symbolů, které
2. v lidech ustavují silné, pronikavé a dlouhotrvající nálady a motivace tím, že
3. formulují pojmy obecného řádu bytí a
4. obdařují tyto pojmy takovým nádechem skutečnosti, že
5. se tyto nálady a motivace zdají jedinečně realistické.[21]

Karel Marx: Náboženská bída je výrazem jednak skutečné bídy, jednak protestem proti skutečné bídě. Náboženství je povzdech utlačovaného tvora, cit bezcitného světa, duch bezduchých poměrů. Náboženství je opium lidu.
Rudolf Otto: Jádro všech náboženství tvoří posvátno, které je vlastní každému náboženství. Náboženství je pak vztah člověka k posvátnému.
Alfred North Whitehead: Náboženství je loajalita ke světu.
Ivan Štampach: Náboženství je reálný, životní, osobní vztah člověka k transcendentní skutečnosti.
Jan Sokol: Základní vrstvou náboženství je soustavná, artikulovaná a společná lidská odpověď na fakt života a existence, který se zde chápe jako dar. Náboženství vyjadřuje vděčnost za život i obavu o něj, biblickou „bázeň Boží“.
Při pozorném čtení si uvědomíme odlišný charakter některých z definic. Fichte, Štampach a Sokol se dotýkají vnitřní obecné charakteristiky duchovního rozměru jedince, který se může na různých místech světa a v různých historických epochách kulturně (ve smyslu kulturologie) projevovat více či méně odlišnými náboženstvími. Spojování náboženství s posvátnem nebo vírou v jiných definicích však vyžaduje vymezení těchto použitých pojmů. Nezbytnost víry se přisuzuje nejen ateismu a agnosticismu, ale i akceptování vědy soudobým člověkem, který si většinu jejích poznatků nemůže ani ověřit, ani pochopit.

## Světová náboženství

Světová náboženství

Světové názory v náboženství je možno dělit na
- dualismus jako základ teismu,
- monismus jako základ ateismu, popř. panteismu.
- Pokud věřící věří pouze v jednoho boha, jedná se o monoteismus,
- pokud ve více, jedná se o polyteismus.
- Pokud ztotožňují boha s přírodou, jedná se o panteismus jakožto formu monismu.
- Panteismu je velmi podobný panenteismus. Na rozdíl od panteismu, který říká, že všechno je bůh, panenteismus tvrdí, že všechno je v bohu, který ovšem existuje i mimo toto „všechno“, je tedy vlastně i formou teismu.

Materialisté, ateisté nepřipouštějí, v souladu s ateistickou tradicí a v rozporu s náboženským výkladem světa, existenci jakýchkoli vyšších, nadpřirozených či zázračných jevů a sil a považují je za iluze.
Nejrozšířenějšími monoteistickými náboženstvími současnosti jsou křesťanství a islám, která obě navazují na židovství (judaismus). Věřící těchto náboženství jsou lidé Knihy, neboť věří v jediného Boha a Starý zákon považují za posvátný – inspirovaný samotným Bohem. Křesťané kromě Starého zákona uznávají též Nový zákon. Muslimové Starý i Nový zákon v dnešní formě neuznávají, neboť je považují za pozměněné vůči jejich původní zjevené formě, avšak uznávají některé biblické postavy a myšlenky. Jejich Knihou je Korán.
Mezi monoteismem a polyteismem jsou střední posice:
- Inkluzivní monoteismus tvrdí, že uctívání kteréhokoliv boha je uctíváním téhož Boha. Jedná se tedy o uctívání jednoho Boha v mnoha podobách.
- Henoteismus (řecky heis Theos, jeden bůh), monolatrie (řecky moné latreia – jediné uctívání) či katenoteismus (řecky kath'hena theon, jeden bůh v čase) uctívá jen jednoho boha, ale připouští existenci dalších.

Věřící stejné víry tvoří společenství. Jsou-li věřící nějak organizováni, je takové sdružení označováno jako, moderně, náboženská společnost, nebo, historicky, tradičně, náboženská obec. Křesťanská náboženská společnost se jmenuje církev. V pojetí křesťanů je jejich církev Církví, tedy tou pravou, členství v níž je nejjistější cestou ke spáse. To ostatně o sobě tvrdí i mnohá jiná náboženství. Většina křesťanských církví – výjimku tvoří snad jen některé menší – však připouští i možnost dosažení spásy mimo Církev či před jejím vznikem, na základě spravedlivého života v souladu se svědomím, a to i u nekřesťanů či dokonce ateistů.
Každé náboženství má jinou interpretaci pojmu bůh (božstvo, bůžek, duch, mocnost apod.), podle potřeb té či oné společnosti, ve které vzniklo, a podle doby vzniku. To je společný jmenovatel a podstata všech náboženství, s výjimkou monistických. V pojetí některých monoteistů je bůh synonymem slova Pravda a zde se náboženství může jevit jako hledání Pravdy. V pojetí jiných monoteistů je bůh pojem, který slučuje všechny nám známé i dosud neznámé pojmy. Proto není možné jej omezit na jeden z nich, ať sebevznešenější, jako je Pravda, Láska nebo Spravedlnost.
Sekularizovaný životní styl vede některé věřící k chiliasmu: „Biblické varování, že národ, který se odvrátí od Boha, je odsouzen k záhubě, racionálně přeloženo znamená, že pokud nebude společnost používat dosavadní osvědčená pravidla, pozvolna se rozpadne.“ Podle modernějších názorů (E. Durkheim) však zánik tradičních náboženství nemusí vést k rozpadu společnosti. Člověk si vždy uvědomuje, že je více závislý na sociálním celku, než na víře v Boha.

### Počty věřících v hlavních světových náboženstvích
Nejvíce lidí se dnes hlásí ke křesťanství, následuje islám a hinduismus. Někteří muslimové však tvrdí, že praktikujících muslimů je více, než praktikujících křesťanů. To je však velmi relativní a teoretická otázka, která je úzce spojená s chápáním a používáním termínů apod.
 Více než miliarda lidí se s žádným náboženstvím neztotožňuje, fakticky jsou ateističtí.
Následující tabulka je přibližná a udává základní informace o největších náboženstvích světa.
| Jméno skupiny                           | Název náboženství           | Odhadovaný počet stoupenců | Doba vzniku           | Hlavní oblasti výskytu |
| --------------------------------------- | --------------------------- | -------------------------- | --------------------- | --- |
| Abrahámovská náboženství 3,6 miliardy   | Křesťanství                 | 2,1 miliardy               | 1. století            | Celosvětové rozšíření kromě severozápadní Afriky, Arabského poloostrova a některých částí střední, východní a jihovýchodní Asie |
| Abrahámovská náboženství 3,6 miliardy   | Islám                       | 1,5 miliardy               | 7. století            | Střední východ, severní Afrika, střední a jižní Asie, západní a východní Afrika, Indický subkontinent, Rusko, Čína, Balkán      |
| Abrahámovská náboženství 3,6 miliardy   | Judaismus                   | 14 milionů                 | Doba železná          | Izrael, USA, Evropa |
| Abrahámovská náboženství 3,6 miliardy   | Bahá'í                      | 7 miliónů                  | 19. století           | Celosvětové rozšíření bez hlavních center výskytu                                                                               |
| Abrahámovská náboženství 3,6 miliardy   | Mandejci Samaritáni Drúzové | 20 000 700 800 000         |                       | Blízký východ |
| Abrahámovská náboženství 3,6 miliardy   | Rastafariánství             |                            | 20. stol              | Jamajka |
| Jezídismus                              |                             | 500 000                    | neznámá               | severní Irák |
| Indická náboženství 1,4 miliardy        | Hinduismus                  | 900 milionů                | neznámá               | Indický subkontinent, Fidži, Guyana a Mauricius                                                                                 |
| Indická náboženství 1,4 miliardy        | Buddhismus                  | 376 milionů                | 5. století př. n. l.  | Indický subkontinent, střední, východní a jižní část Asie, Japonsko, oblast Indočíny, a některé ruské regiony                   |
| Indická náboženství 1,4 miliardy        | Sikhismus                   | 23 milionů                 | 16. století           | Indie, Pákistán, Afrika, Kanada, USA, Spojené království                                                                        |
| Indická náboženství 1,4 miliardy        | Džinismus                   | 4,2 milionů                | 5. století př. n. l.  | Indie a východní Afrika |
| Východoasijská náboženství 500 milionů  | Taoismus                    | neznámá                    | Období Jara a Podzimu | Čína a čínské diaspory |
| Východoasijská náboženství 500 milionů  | Konfucianismus              | neznámá                    | Období Jara a Podzimu | Čína, Korea, Vietnam a čínské a vietnamské diaspory                                                                             |
| Východoasijská náboženství 500 milionů  | Šintoismus                  | 4 miliony                  | neznámá               | Japonsko |
| Východoasijská náboženství 500 milionů  | Kaodaismus                  | 1–2 miliony                | 1925                  | Vietnam |
| Východoasijská náboženství 500 milionů  | Čchondogjo                  | 1,13 milionů               | 1812                  | Korea |
| Východoasijská náboženství 500 milionů  | Yiguandao                   | 1–2 miliony                | okolo 1900            | Tchaj-wan |
| Východoasijská náboženství 500 milionů  | Tradiční čínské náboženství | 394 milionů                | neznámá               | Čína |
| Etnická/domorodá 400 milionů            |                             |                            |                       | |
| Původní americká náboženství            |                             | neznámá                    | Amerika               | |
| Tradiční africká náboženství a diaspory | 100 milionů                 | neznámá                    | Afrika, Amerika       | |
| Náboženství australských domorodců      |                             | neznámá                    | Austrálie             | |
| Sekulární Nevěřící Agnostici            |                             | 1,1 miliardy               | nelze určit           | v mnohých oblastech světa |

## Náboženství a stát

Státy s oficiálním náboženstvím

Státem podporované náboženské kulty jde nalézt již ve státech Starověkého Blízkého východu. Podobně jako místní starověké kulty se také univerzální světová náboženství, jako buddhismus, křesťanství nebo islám stávají státními náboženstvími.
Buddhismus je v současnosti státním náboženstvím Bhútánu, kde převažuje Tibetský buddhismus, a také v Kambodži a Thajsku, které se hlásí k Théravádě.
Jednu z větví s křesťanství vyhlásilo jako své státní nebo oficiální náboženství celkem osm států. Římskokatolické vyznání považuje za své státní náboženství Argentina, Dominikánská republika, Kostarika, Lichtenštejnsko, Malta, Monako, Salvador a některé Švýcarské kantony. Jako státní církev vystupuje také Řecká pravoslavná církev. Luteránství, jedna z větví protestantismu, je státním náboženstvím v Dánsku, na Islandu a v Norsku. Anglikánská církev je státní církví Anglie, nikoliv Spojeného království.
Islám je v současností státním náboženstvím v nejvíce zemích světa. Aceh (indonéská provincie), Afghánistán, Alžírsko, Bangladéš, Brunej, Egypt, Jordánsko, Katar, Komory, Libye, Maledivy, Malajsie, Maroko, Mauretánie, Pákistán, Saúdská Arábie, Somálsko, Spojené arabské emiráty, Tunisko deklarují za své státní náboženství sunnitský islám. Nerozlišený nebo smíšený sunnitsko-ší'itský islám je státním náboženstvím v Bahrajnu, Iráku, Jemenu a Kuvajtu. Ší'itský islám je státním náboženstvím Íránu. Ibádíja je převládajícím náboženstvím v Ománu.
Osvícenství v 18. století bylo počátkem sekularizace evropského kontinentu. Dochází k rozvoji racionalismu, moderní vědy a také ateismu. Náboženství tak přestává plnit svou vysvětlovací řádu věcí a jeho dominantní společenské postavení se stává neudržitelné. Dochází k odluce státu a církve a následnému vzniku sekulárních států což se mimo jiné projevuje i sekularizací školství. Z racionalistického hlediska mají náboženské organizace opodstatnění pouze pokud jsou společensky prospěšné.

## Vědecké studium náboženství
Náboženství bylo již od antických počátků vědeckého myšlení předmětem studia a reflexe. Dnes je výzkum různých aspektů náboženství předmětem řady věd.
- Filosofie a později specializovaná disciplína filosofie náboženství se zabývá povahou a základními předpoklady náboženství.
- Teologie je snahou o systematizaci a kritické promýšlení náboženské víry samotnými věřícími.
- Religionistika je nekonfesní studium empirické stránky náboženství. V rámci samotné religionistiky či na jejím pomezí se zformovala řada relativně samostatných disciplín. Jsou to například
  - sociologie náboženství, studující vztah náboženství a společnosti;
  - psychologie náboženství,[29] zkoumající projevy náboženství v psychice metodami sahajícími od hlubinné psychologie po neurologii;[30]
  - fenomenologie náboženství snažící se klasifikovat jednotlivé jevy a aspekty projevů náboženství napříč kulturami. Ukazuje se například, že nábožensky motivované násilí není otázkou víry, nýbrž mocenským využitím či zneužitím náboženské autority.[31] Náboženství také charakterizuje spíše empatie než rozum.[32]